# Абу-ль-Аля аль-Маарри
Абуль-Ала Ахмад ибн Абдуллах ат-Танухи, известный как Абуль-Ала аль-Маарри (араб. أبو العلاء المعري‎;
973, Мааррет-эн-Нууман, совр. Сирия — 1057 или 1058, там же) — арабский поэт, философ
 и филолог, классик аскетической поэзии (зухдийят). С детства слепой, аль-Маарри, ведя аскетический образ жизни, придерживался пессимистического, скептического и рационалистического мировоззрения.

## Биография
Родился в семье законоведа и филолога в сирийском городе Мааррет-эн-Нууман близ Алеппо. Уже на четвёртом году жизни потерял зрение из-за оспы, что, однако, не помешало ему приобрести огромный запас филологических знаний и написать более 30 сочинений различного содержания: стихотворения, трактаты по метрике, грамматике, лексикографии и пр. Писать поэзию он начал в раннем возрасте (11 или 12 лет).
Образование получил в культурных центрах Сирии и Месопотамии — Алеппо, Триполи, Антиохии, Багдаде и Дамаске. По пути в Триполи посетил христианский монастырь близ Латакии, где слушал дебаты по античной философии. Начал свою деятельность в качестве учёного филолога и автора хвалебных од, подражая стилю аль-Мутанабби, которого считал своим учителем. Эти оды составляют значительную часть первого сборника аль-Маарри, названного «Сакт-аз-Занд» («Искры огнива», «Sakt al-Zand», издан в Булаке 1286 хиджры (1908); Каире 1304 хиджры (1926); Бейрут, 1884). Это был «обязательный» для начинающего в то время поэта «высокий» жанр; но карьера придворного поэта не отвечала личности Абу-ль Аля, впоследствии утверждавшего, что «никогда не хвалил людей с корыстной целью». Независимость суждений и гордый нрав не позволили ему получить покровителей среди властей и должность в культурных центрах халифата; более того, он отказывался продавать свои тексты за деньги.
В 1010 году Абуль-Аля после 18-месячного пребывания в Багдаде вернулся домой в Сирию, чтобы ухаживать за больной матерью, которая, впрочем, умерла ещё до его прибытия. С этого времени повёл замкнутую жизнь, «затворившись в трёх тюрьмах: тела, слепоты и одиночества». Окружённый толпами учеников и всеобщим уважением, он жил очень скромно, на доходы от уроков. Аскеза его простиралась и на питание — он был убеждённым вегетарианцем, что также соответствовало его неприятию любого насилия и отказу «воровать у природы». Будучи сторонником социальной справедливости, излишки своих доходов передавал нуждающимся.
Абу-ль Аля подвергался нападкам за вольнодумство, но жизнь в захолустной Мааре и необычайная слава охраняли его от серьёзных гонений. Из наиболее видных философско-литературных произведений Абу-ль Аля необходимо отметить большое собрание стихов «Люзум ма ля йальзам» («Необходимость того, что не было необходимым», «Luzûm mâ lâ jalzam», издан Бомбей, 1313 хиджры, Каир, 1309) и «Рисалят-аль-Гуфран» («Послание о помиловании»).
В заглавии первого указано на правило рифмы, которому добровольно следовал поэт (тождество согласных в предшествующем рифме слоге), и ряд новых нравственных требований, выставленных в этих стихах. Произведение представляет собой сборник философских стихотворений, пользующихся на востоке громкой славой. В нём аль-Маарри проповедует веротерпимость, бичует суеверия, властолюбие духовенства и преклонение перед авторитетом, проводит принципы самоотверженной морали, которые противополагает началу деятельности, и в своём презрении к миру доходит до отрицания брака.
Во втором произведении, предвосхищающем «Божественную комедию» Данте, он даёт фантастические и лукавые сведения (в стиле Лукиана) о жизни и разговорах в загробном мире джахилийских поэтов, якобы помилованных Аллахом «зиндиках» — вольнодумцах, еретиках, — их взглядах и учениях.
Среди других сочинений аль-Маарри выделяются не дошедшие до нас «Параграфы и периоды» (Al-Fuṣūl wa al-ghāyāt). По-видимому, это была книга в форме коранических откровений, излагавшая его учение. Из остальных сочинений (около 60), кроме писем, почти ничего не осталось.

## Философские взгляды
В двух своих трактатах Маари выступил как философ: в «Послании об ангелах» и в «Послании о помиловании» (в другом переводе — «Послание о царстве прощения»). В них Абу-ль-Аля высказывает главные свои идеи: недоверие к жизни (сильному духу лучше существовать вне тела), к власти и авторитетам, нетерпимость ко лжи, несправедливости, лицемерию и скудоумию. В каком-то смысле он и саму философию подвергает насмешке, говоря, что ни одно учение не совпадает с ходом реальной жизни.
Чаще всего Маари рассуждает о судьбе и времени, которые непостижимы и управляют всем сущим на Земле. Несмотря на такой фатализм, Абу-ль-Ала признавал за человеком право свободного выбора, а значит и ответственность за свои поступки. Нравственным содержанием его учения было стяжание личного благочестия, но не строгим соблюдением законов ислама, а «воздержанием от совершения зла». Разум для него стоял на более высоком месте, чем вера. Он оставался монотеистом, но не признавал существующих религий и не верил в загробный мир; не боялся называть религию «небылицами, придуманными древними», выгодной только эксплуатирующим легковерные массы.
В 2013 году статуе аль-Маарри джихадисты (Фронт ан-Нусра) отсекли голову.

## Сочинения
- «Необходимость того, что не было необходимым». — Сборник стихотворений.
- «Послание о помиловании» (1033, издание 1903).
- В русском переводе:
  - Стихотворения, М., 1971;
  - «Послание об ангелах» (перевод 1932).
  - Искры огнива / Пер. А.Тарковского

## Публикации на русском языке
- Абу-ль-Аля аль-Маарри. Стихотворения. / Пер. А. Тарковского — М., Художественная литература, 1979.
- Абу-ль-Аля аль-Маарри. Избранное. — М., Художественная литература, 1990, ISBN 5-280-01250-5.